# Andreas Bengsch
Andreas Bertolt Bengsch (Pseudonyme: Terenz Abbé, Bert Bennen; * 26. März 1953 in Berlin; † 7. März 2017 ebenda) war ein deutscher Journalist und Buchautor und von 1989 bis 2003 Präsident des Romani-P.E.N.-Zentrums.

## Leben

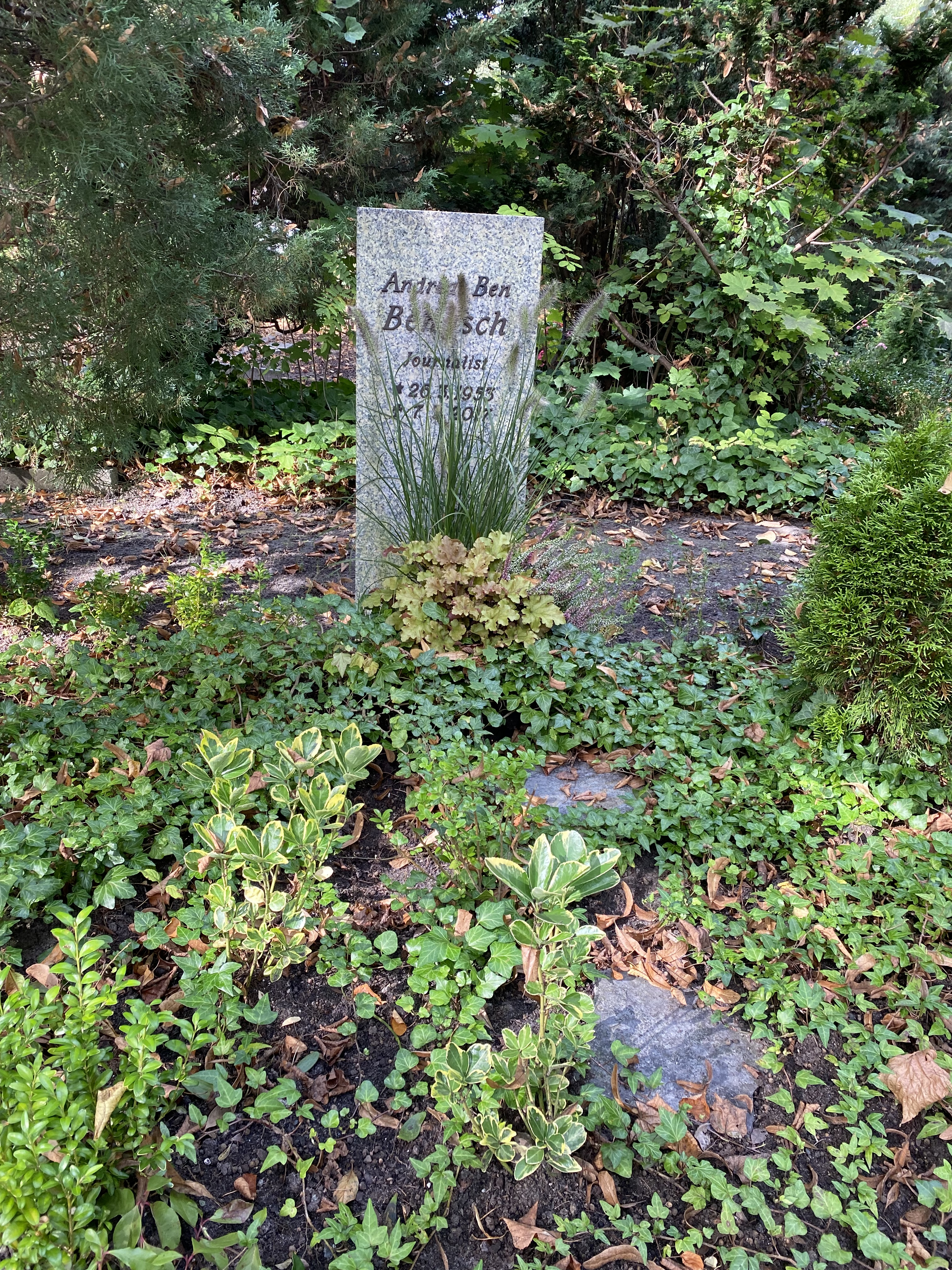
Grabstätte Andreas Bengsch

Bengsch wuchs in der DDR auf. Er ist ein Sohn Schriftstellers und Drehbuchautors Gerhard Bengsch. Er begann seine journalistische Ausbildung 1971 beim Deutschen Fernsehfunk (DFF) und setzte sie später beim Berliner Rundfunk fort. Er arbeitete beim DFF als redaktioneller Mitarbeiter, später als Redakteur für Rundfunk, das Fernsehen und Tageszeitungen.
Seine offene Verweigerungshaltung gegenüber staatlichen Zwängen, die öffentliche Kritik an der Ausbürgerung Wolf Biermanns, die behauptete „staatsfeindliche Verbindungsaufnahme und -Gruppenbildung“, führten ab 1977 zu Repressivmaßregelungen durch das Ministerium für Staatssicherheit, das ihn als einen „zunehmend bedrohlichen Störfaktor“' empfand, verbunden mit einem Berufsverbot und einer dann folgenden politischen Haft.
Im Frühjahr 1987 siedelte Bengsch mit Hilfe der evangelischen Kirche im Rahmen der Freikaufpraxis mit seiner Familie nach Westberlin über. Er arbeitete journalistisch für den Sender RIAS und den SFB. Während der Zeit des Umbruchs engagierte er sich für die neu entstehende Presselandschaft Ostdeutschlands und war Gastdozent an Universitäten im In- und Ausland. Das eigene Erleben und die freundschaftlichen Beziehungen zu Melvin Lasky, Hans Sahl, Wolfgang Harich, Gerhard Zwerenz und Rajko Đurić prägten die thematische Auswahl vieler seiner Publikationen im Hörfunk und in den Printmedien. Von 1990 bis 1993 war Bengsch hauptsächlich für den Deutschlandsender Kultur als Reporter, Redakteur und Moderator tätig. 1994 schloss er zudem ein Studium als Diplom-Philosoph ab.
Bengsch war Autor zahlreicher Rundfunk-Features. Er arbeitete als freischaffender Journalist für Rundfunksender, das Fernsehen und die Presse. Bengsch verstarb kurz vor Vollendung seines 64. Lebensjahres und wurde auf dem Friedhof Dahlem (Feld 010-126) beigesetzt.

## Romani-P.E.N.
Zur Zeit des Umbruchs in Osteuropa führte Bengsch auch ein Interview mit dem in Jugoslawien verfolgten Philosophen und Dichter Rajko Đurić, einem Angehörigen des Volkes der Roma. Es entwickelte sich daraufhin ein Informationsaustausch über die Hintergründe des Krieges in Jugoslawien sowie über die Geschichte und die Lebenssituation der Roma und Sinti. Obwohl ein Gadjo, wurde Bengsch 1989 zum ersten Präsidenten des Romani-P.E.N.-Clubs (später Romani-PEN-Zentrum) gewählt. Das war eine pragmatische Entscheidung im Hinblick auf die Zusammenführung osteuropäischer Roma-Autoren mit westeuropäischen Sinti-Schriftstellern. Đurić und Bengsch versuchten, gemäß einer neuen Satzung, auch Nicht-Roma-Sinti-Kunstschaffenden die Mitgliedschaft anzutragen, die sich herausragend für die Rechte und die Kultur der Roma und Sinti engagiert haben. Mitglieder wurden u. a. Sir Yehudi Menuhin, Jorge Amado, Gabriel García Márquez und Günter Grass, der 1997 mit seiner Frau Ute die „Stiftung zugunsten des Romavolkes“ gründete. 1993 repräsentierte Bengsch erstmals den Romani-PEN-Club bei einem Internationalen PEN-Kongress in Santiago de Compostela.